# Suzuki DR-Z125

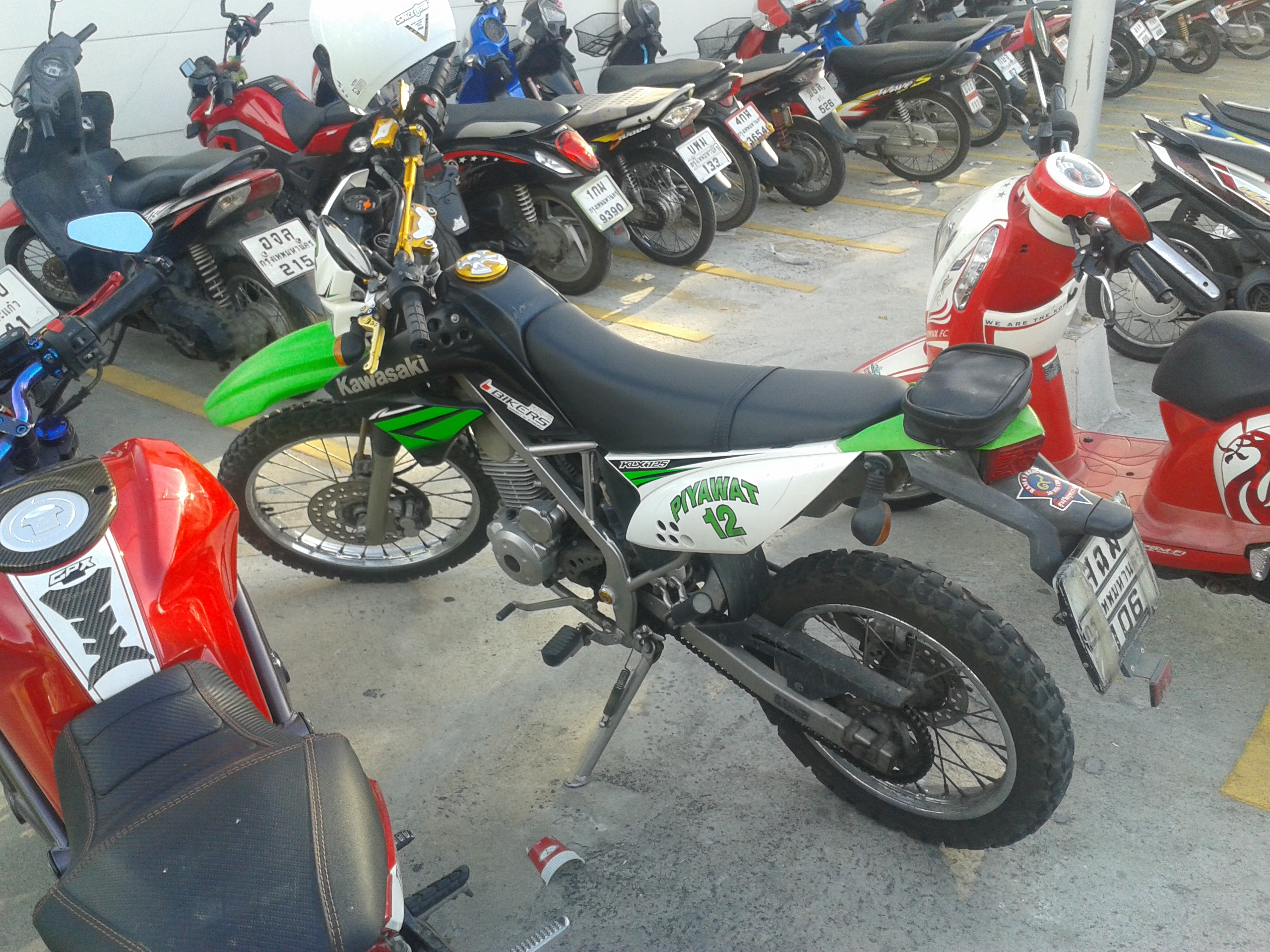
Suzuki DR-Z125, comercializada como Kawasaki KLX 125 entre 2003 y 2006

La Suzuki DR-Z125 es una motocicleta de carreras de dirt track fabricada por Suzuki como parte de la gama Suzuki DR-Z series desde 2003 hasta la actualidad. También se vendió como Kawasaki KLX125 de 2003 a 2006. La mayoría de las piezas principales son intercambiables entre los primeros modelos Kawasaki y Suzuki, ya que la Kawasaki es simplemente una DR-Z 125 renombrada. Los últimos modelos de Suzuki presentan una carrocería ligeramente diferente, con paneles que no encajarán directamente en modelos anteriores. Todos los modelos están diseñados para su uso en senderos todoterreno. Aunque el público objetivo de la motocicleta son personas jóvenes o de baja estatura, también está disponible en la versión "L", que cuenta con ruedas y piñones delanteros y traseros más grandes, diseñados para acomodar a los conductores adultos más grandes. La versión "L" también está equipada con frenos de disco hidráulicos en la parte delantera.